# Oligonychus gambelii
Oligonychus gambelii är en spindeldjursart som beskrevs av James P. Tuttle och Baker 1968. Oligonychus gambelii ingår i släktet Oligonychus och familjen Tetranychidae. Inga underarter finns listade i Catalogue of Life.